# Lithocystis synaptae
Lithocystis synaptae is een soort in de taxonomische indeling van de Myzozoa, een stam van microscopische parasitaire dieren. Het organisme komt uit het geslacht Lithocystis en behoort tot de familie Urosporidae. Lithocystis synaptae werd in 1892 ontdekt door Léger.